# Tedania (Tedaniopsis) aurantiaca
Tedania (Tedaniopsis) aurantiaca is een gewone sponsensoort uit de familie van de Tedaniidae. De wetenschappelijke naam van de soort is voor het eerst geldig gepubliceerd in 2012 door Goodwin, Brewin & Brickle.